# Luís José, Delfim da França
Luís José Xavier Francisco de França (em francês: Louis Joseph Xavier François de France, Palácio de Versalles, 22 de outubro de 1781 - Meudon, 4 de junho de 1789), primeiro filho e o mais velho dos reis Luís XVI e Maria Antonieta, foi delfim de França (1781-1789) e portou o título de duque da Bretanha. Morreu aos sete anos de tuberculose e seu irmão Luís Carlos, então com quatro anos, o sucedeu como Delfim de França. 

## Nascimento e educação
José Luis era o segundo filho de Maria Antonieta e Luís XVI, soberano francês entre 1774 e 1792. Seu nascimento trouxe grande alegria por ser o primeiro filho e, portanto, herdeiro da coroa. O rei lhe deu o mesmo nome de seu irmão mais velho, Luís José Xavier de França, cuja morte na idade de 10 anos havia lhe marcado. O rumor de que Luís José não era filho do rei, mas sim de algum outro amante qualquer da rainha, se espalhou rapidamente por periódicos satíricos que reforçavam os famosos modos disciplinantes dela.
A criança mostrou grande inteligência e seus pais se esforçaram no ensino; Luís XVI encomendou um globo destacável, mostrando as áreas terrestres e submersas e uma série de pinturas de couro de bisões e outras coisas que poderiam ampliar seus conhecimentos.

## Fragilidade e morte
Frágil, ele sofria febres periódicas e aos cinco anos começou a sentir os sintomas do mal de Pott na coluna vertebral. Os médicos erram no diagnóstico e, pensando que a criança sofria de escoliose, colocaram diferentes espartilhos metálicos que produziram graves rachaduras em suas duas vértebras. 
A disseminação da tuberculose é atribuída - embora não se possa verificar os dados com confiança - à sua ama de leite, Geneviève Poitrine, que desenvolveu a doença da malária depois de criar Luís José e seu irmão, estando já infectada sem sintomas quando começou a trabalhar. A doença prejudicou gravemente a saúde do Delfim até sua morte, no Castelo de Meudon, durante a celebração dos Estados Gerais de 1789. Seu irmão menor, também enfermo de tuberculose, então logo virou Delfim. Ele também morreria seis anos depois, em 1795, durante a Revolução Francesa, na prisão da Torre do Templo.
Luís José foi enterrado no dia 13 de junho, numa cerimônia simples na Basílica de Saint-Denis. Em 10 de agosto de 1793, por ordem da Convenção Nacional, durante o Reino do Terror, seu túmulo, juntamente com os dos reis e das rainhas da França e membros da família real, altos dignitários, abades, etc. foi profanado.